# Länsväg 245
De Zweedse weg 245 is een primaire länsväg in Zweden in de provincies Värmlands län en Dalarnas län. De weg ligt tussen Gumhöjden (Hagfors) en Ludvika, andere dorpen die men tegenkomt zijn Fredriksberg, Sunnansjö en Sörvik. De weg kent over de gehele 96,3 kilometer twee stroken, alleen bij het gedeelte waar de 26 een stuk meeloopt is richting het zuiden een stukje driestrooks aangelegd vanwege een steile helling. In de buurt van de dorpen mag 60 km/h gereden worden en er buiten 80 of 90 km/h.

## Plaatsen langs de weg
- Hagfors
- Gumhöjden
- Fredriksberg
- Sunnansjö

## Knooppunten
- Länsväg 246: begin gezamenlijk tracé, bij Hagfors (begin)
- Länsväg 246: einde gezamenlijk tracé, bij Gumhöjden
- Riksväg 26: gezamenlijk tracé,
- Riksväg 66 bij Sunnansjö (einde)

## Fotogalerij

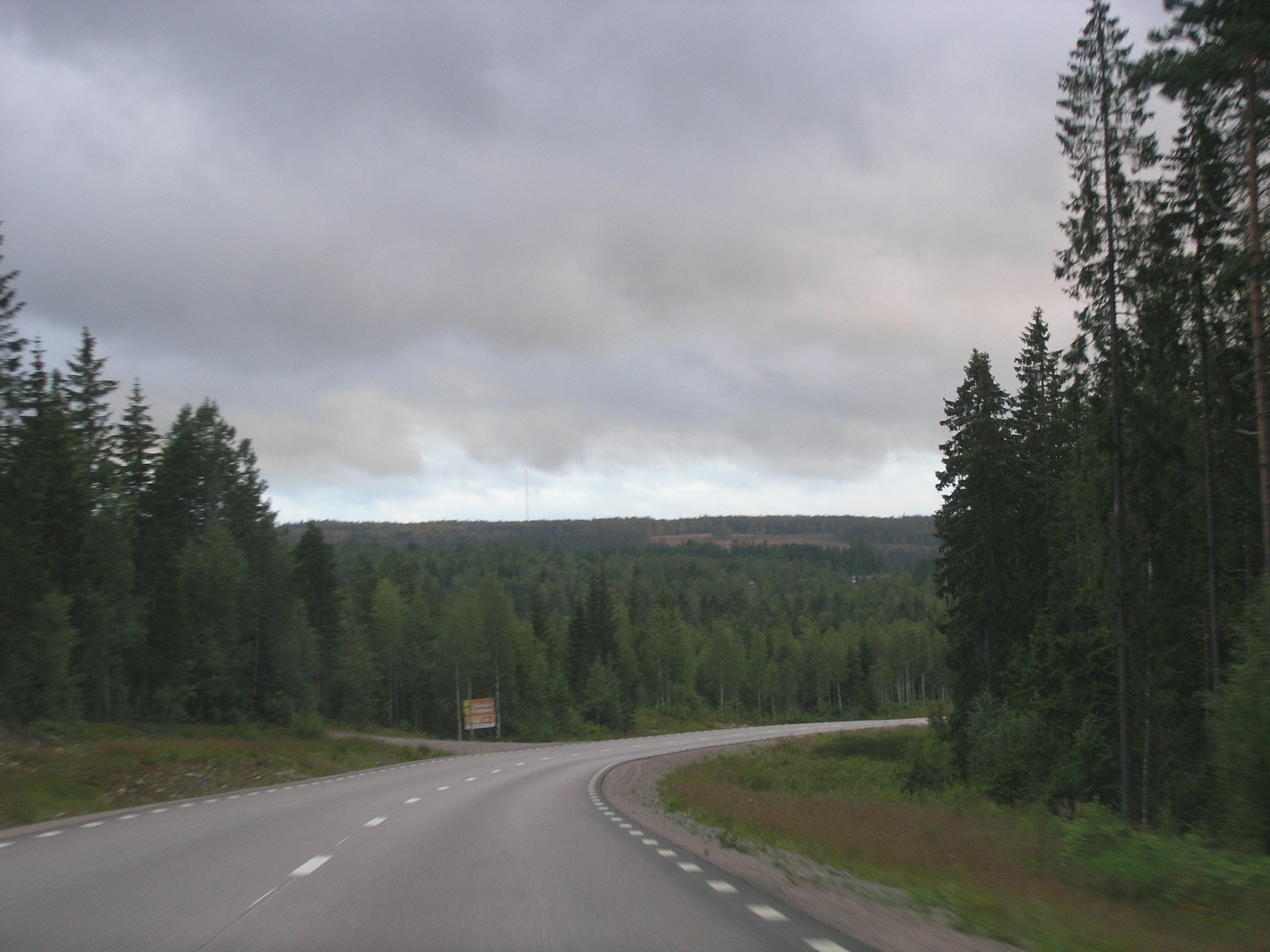
De 245 net ten oosten van Fredriksberg
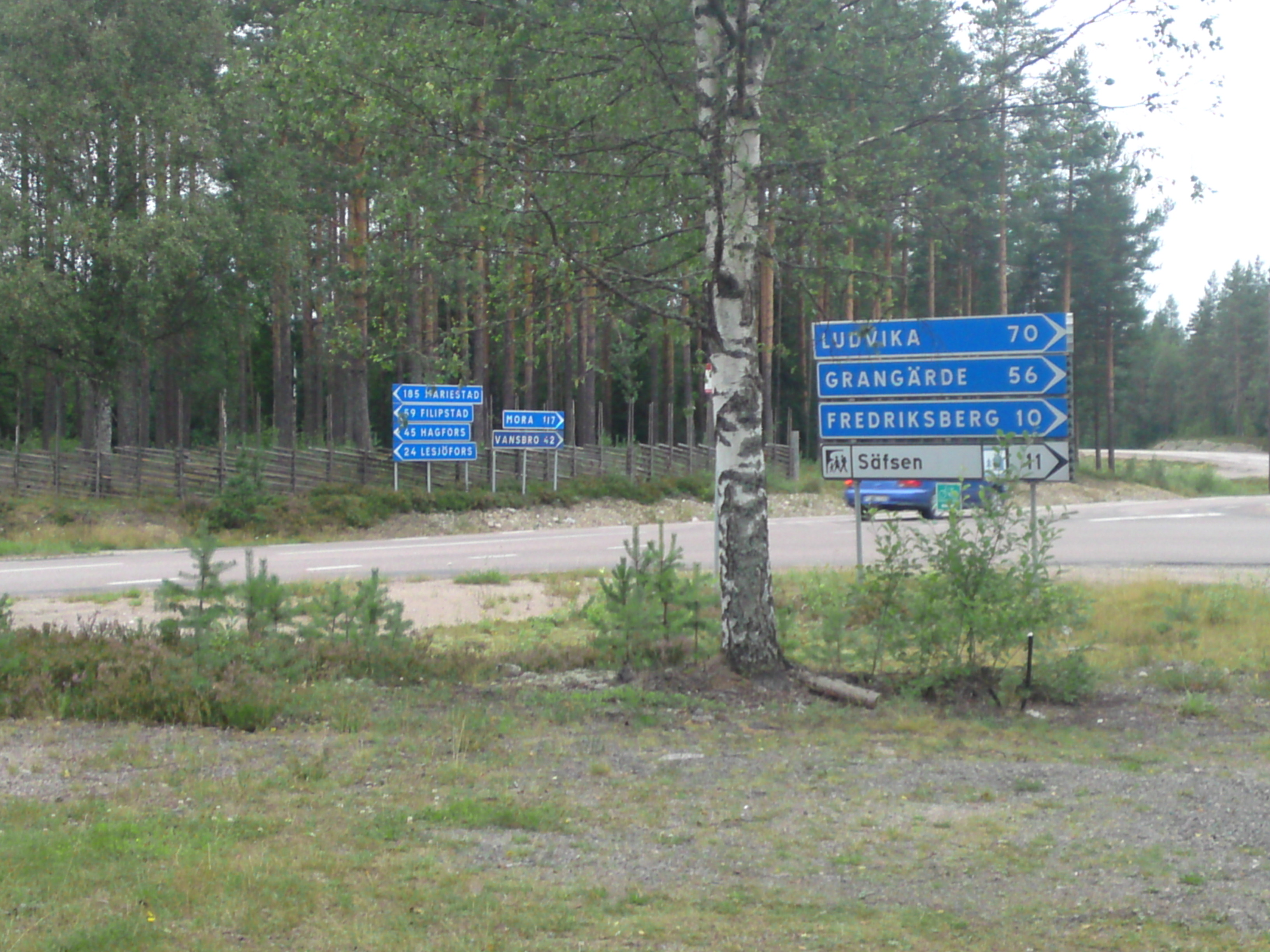
De tweede kruising met de 26 bij Tyfors
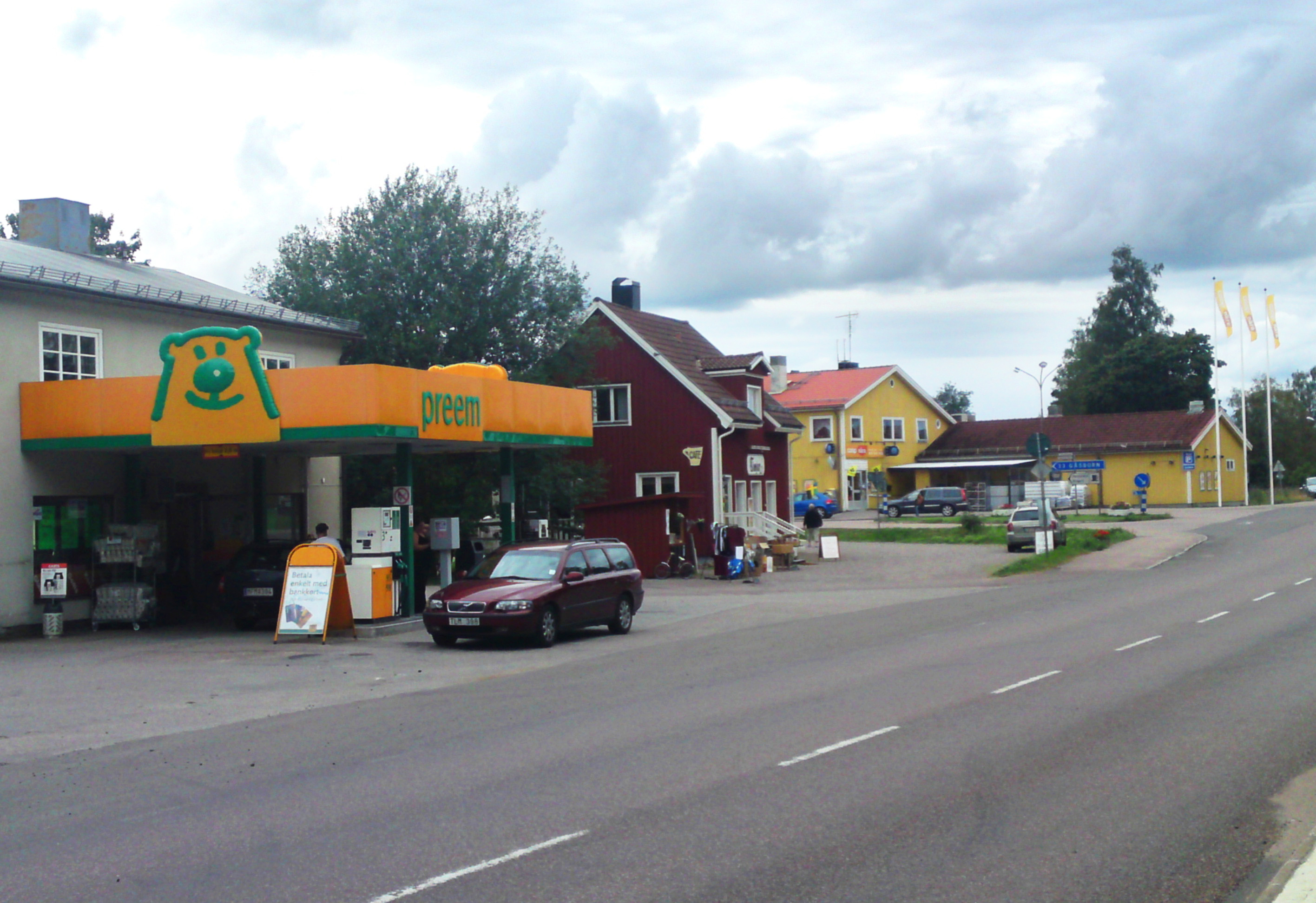
De weg in het centrum van Fredriksberg
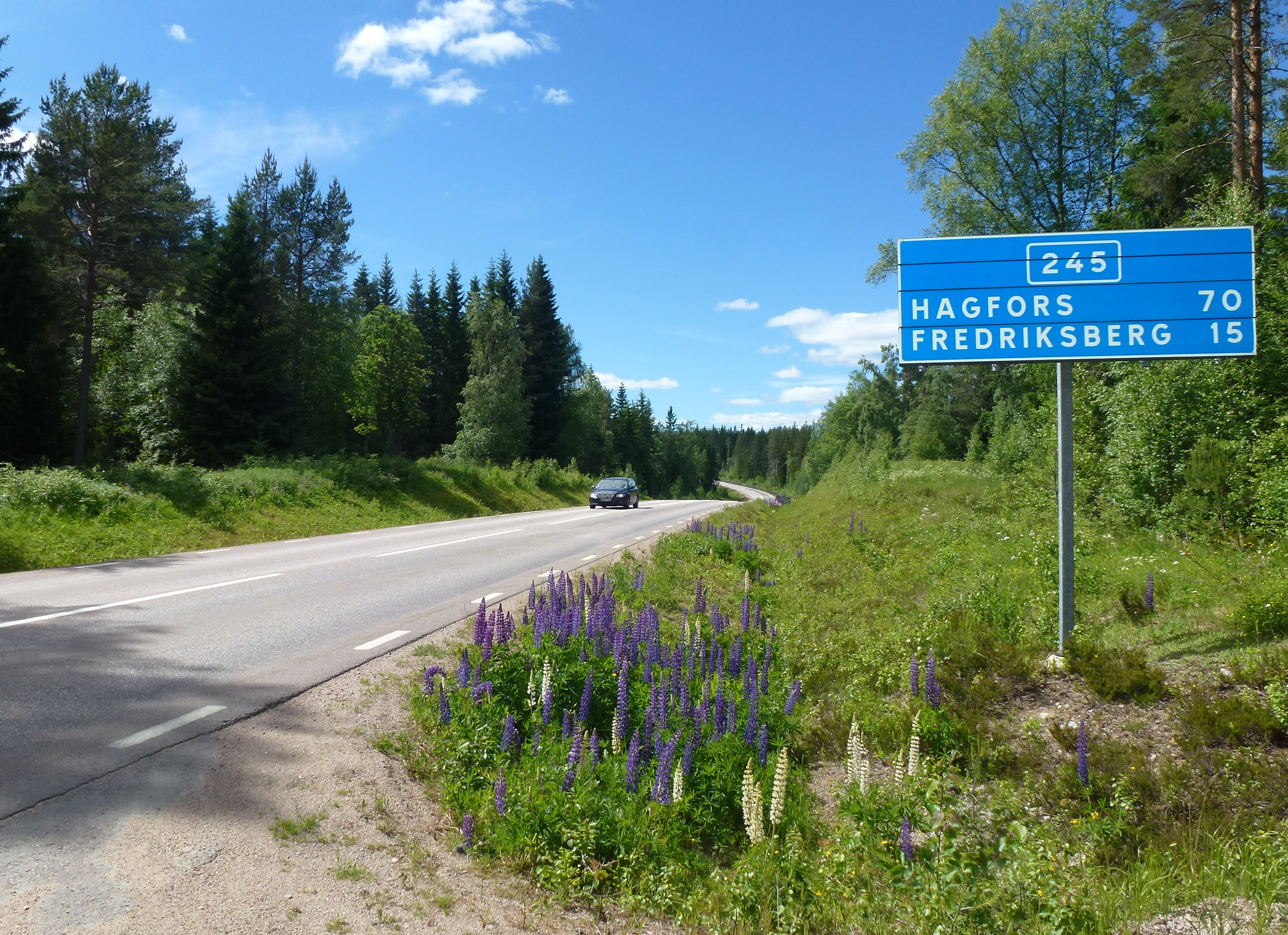
De weg in Ulriksberg